# Sainte-Florine
Sainte-Florine ist eine französische Gemeinde mit 3257 Einwohnern (Stand: 1. Januar 2022) im Département Haute-Loire in der Region Auvergne-Rhône-Alpes. Sie liegt im Arrondissement Brioude und im Kanton Sainte-Florine. Die Einwohner werden Florinois(es) genannt.

## Geographie
Sainte-Florine liegt zwischen den Flüssen Alagnon und Allier. Umgeben wird Sainte-Florine von den Nachbargemeinden Brassac-les-Mines im Norden und Nordosten, Vézézoux im Osten, Vergonghen im Südosten, Frugerès-les-Mines im Süden, Lempdes-sur-Allagnon im Südwesten, Moriat im Westen und Charbonnier-les-Mines im Nordwesten. 
Die Cevennenbahn macht hier Halt.

## Geschichte
Bereits aus der Antike ist die Villa von Seveirag aus dem ersten Jahrhundert überliefert. 1151 wird ein Konvent hier gegründet.

### Bevölkerungsentwicklung
| Jahr                       | 1962 | 1968 | 1975 | 1982 | 1990 | 1999 | 2006 | 2018 |
| Einwohner                  | 3291 | 3625 | 3673 | 3335 | 3021 | 3002 | 3105 | 3185 |
| Quellen: Cassini und INSEE |      |      |      |      |      |      |      |      |

## Sehenswürdigkeiten
- Kirche Saint-Jacques aus dem Jahre 1641 mit Umbauten im 17. und 19. Jahrhundert
- Kapelle Sainte-Florine aus dem Jahre 1740 mit den Reliquien der Heiligen aus dem 4. bzw. 6. Jahrhundert

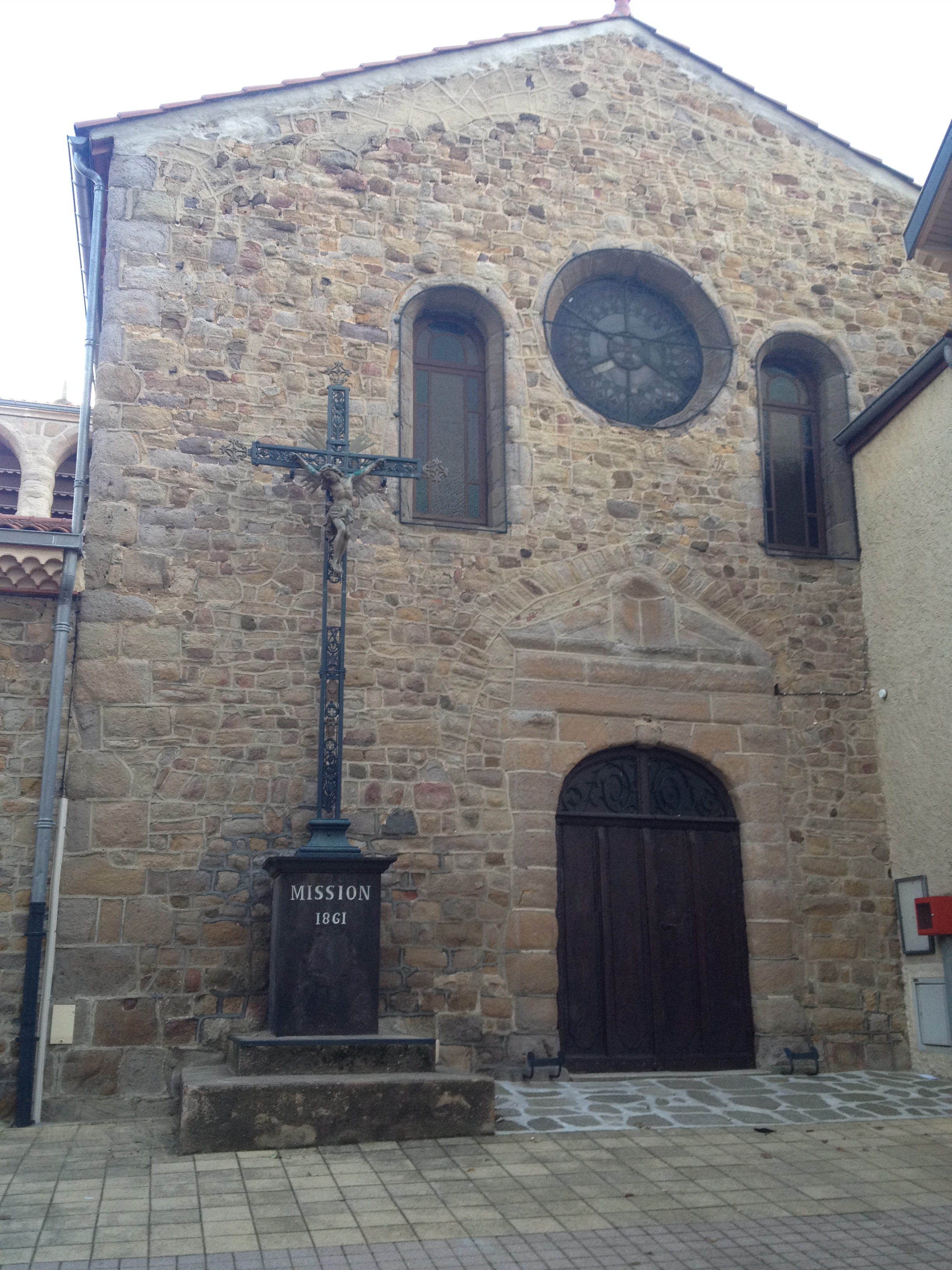
Kirche Saint-Jacques

- Turm aus dem 15. Jahrhundert

## Gemeindepartnerschaft
Mit dem Ortsteil Triebes der Stadt Zeulenroda-Triebes in Thüringen besteht eine Partnerschaft.